# الوم راک (کالیفرنیا)
الوم راک، کالیفرنیا (به انگلیسی: Alum Rock, California) یک منطقهٔ مسکونی در ایالات متحده آمریکا است که در شهرستان سانتا کلارا، کالیفرنیا واقع شده‌است.

## خصوصیات
الوم راک ۳٫۱۱۹ کیلومترمربع مساحت و ۱۵٬۵۳۶ نفر جمعیت دارد و ۴۶ متر بالاتر از سطح دریا واقع شده‌است.